# 双目峰口岸
42°01′56″N 128°16′07″E / 42.03217°N 128.26858°E
双目峰口岸是中华人民共和国吉林省安图县二道白河镇的一个临时国际口岸。中方境内为“双目峰边境检查站”；对面是朝鲜民主主义人民共和国三池渊郡双头峰边境工作站。1983年6月建立双目峰公务通道。1990年3月吉林省人民政府批准双目峰公务通道进行临时过货。2007年10月安图县与朝鲜对外体育交流社在平壤签订了利用双目峰开展边境旅游的协议。事后双方各自通过外交途径进行磋商，取得一致意见，同意季节性开放。2009年国家口岸办批准为临时口岸。2012年，双目峰口岸升级工作被国家口岸办列入口岸工作“十二五”规划。